# Digraf
En digraf er to bogstaver, der repræsenterer én lyd. En digraf er ikke det samme som en ligatur. Eksempler: "hj" og "hv" i "hjælp", "hvis" og "hvordan", eller "ph" i engelsk "phone".